# Cuban Five
De Cuban Five is een groep van Cubanen die als leden van een spionagenetwerk in 1998 in de Amerikaanse stad Miami werden aangehouden en in 2001 werden veroordeeld. In december 2014 waren alle vijf leden weer op vrije voeten.

## Aanhouding
De Cuban Five opereerden onder leiding van Gerardo Hernández in het zuiden van Florida onder de naam La Red Avispa ('wespennest'). De spionage richtte zich op organisaties van Cubaanse ballingen, waaronder de Hermanos al Rescate, maar vooral ook op het United States Southern Command, het regionale commando van de Amerikaanse strijdkrachten. Een van hen was werkzaam op het Key West Naval Air Station.
In september 1998 werden tien leden van het spionagenetwerk aangehouden, waarbij grote hoeveelheden bewijsmateriaal werden aangetroffen. Vier andere leden van het netwerk bevonden zich buiten de Verenigde Staten. Hierop volgend werden drie Cubaanse diplomaten tot persona non grata verklaard en moesten de VS verlaten. Vijf van de tien arrestanten besloten mee te werken en werden tot gevangenisstraffen tussen drie en een half en zeven jaar veroordeeld. Inmiddels hebben zij hun gevangenisstraf uitgezeten en leven in vrijheid. De vijf mannen die bij hun proces niet met de Amerikaanse autoriteiten meewerkten staan bekend als de Cuban Five en werden tot lange gevangenisstraffen veroordeeld.
Naast de militaire spionage werd Gerardo Hernández ten laste gelegd dat hij met zijn spionage tegen de Hermanos al Rescate had bijgedragen aan het neerschieten van de vliegtuigjes van deze organisatie. De Cubaanse dubbelagent Juan Pablo Roque, die bij de Hermanos al Rescate geïnfiltreerd was, had aan de FBI gemeld dat er in het weekend van 24 februari 1996 geen vluchten gepland stonden; aan de Cubaanse inlichtingendienst had hij de werkelijke vluchtplannen gemeld. Roque verdween uit Miami en verscheen op 26 februari op de Cubaanse televisie waar hij de Hermanos al Rescate becommentarieerde.

## Solidariteit
Diverse actiegroepen verklaarden zich solidair met de Cuban Five. Ook kwam er kritiek van Amnesty International op het feit dat de echtgenotes van René Gonzáles en Gerardo Hernández geen visum kregen om hun mannen te bezoeken. Ook werden er vraagtekens gezet bij de eerlijkheid van het proces. Verwacht werd dat op een gevangenenruil zou plaatsvinden waardoor de Cuban Five weer vrij zouden komen.

## Vrijlating
René González werd vrijgelaten op 7 oktober 2011, Fernando González op 27 februari 2014. De drie laatste leden van de Cuban Five kwamen in december 2014 vrij.